# 大村湾

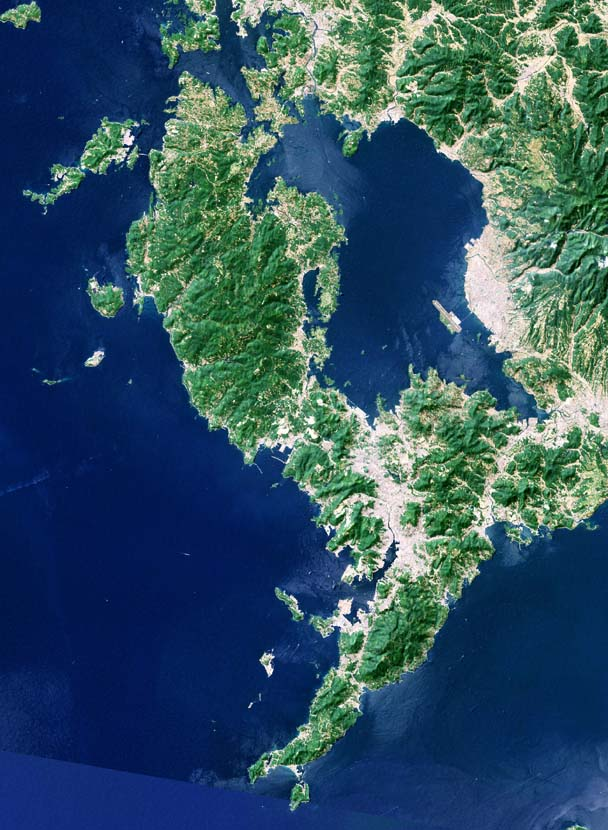
西彼杵半島、長崎半島のランドサット衛星写真。スペースシャトル標高データ使用。画像やや右上の、湖のように閉じた水面が大村湾

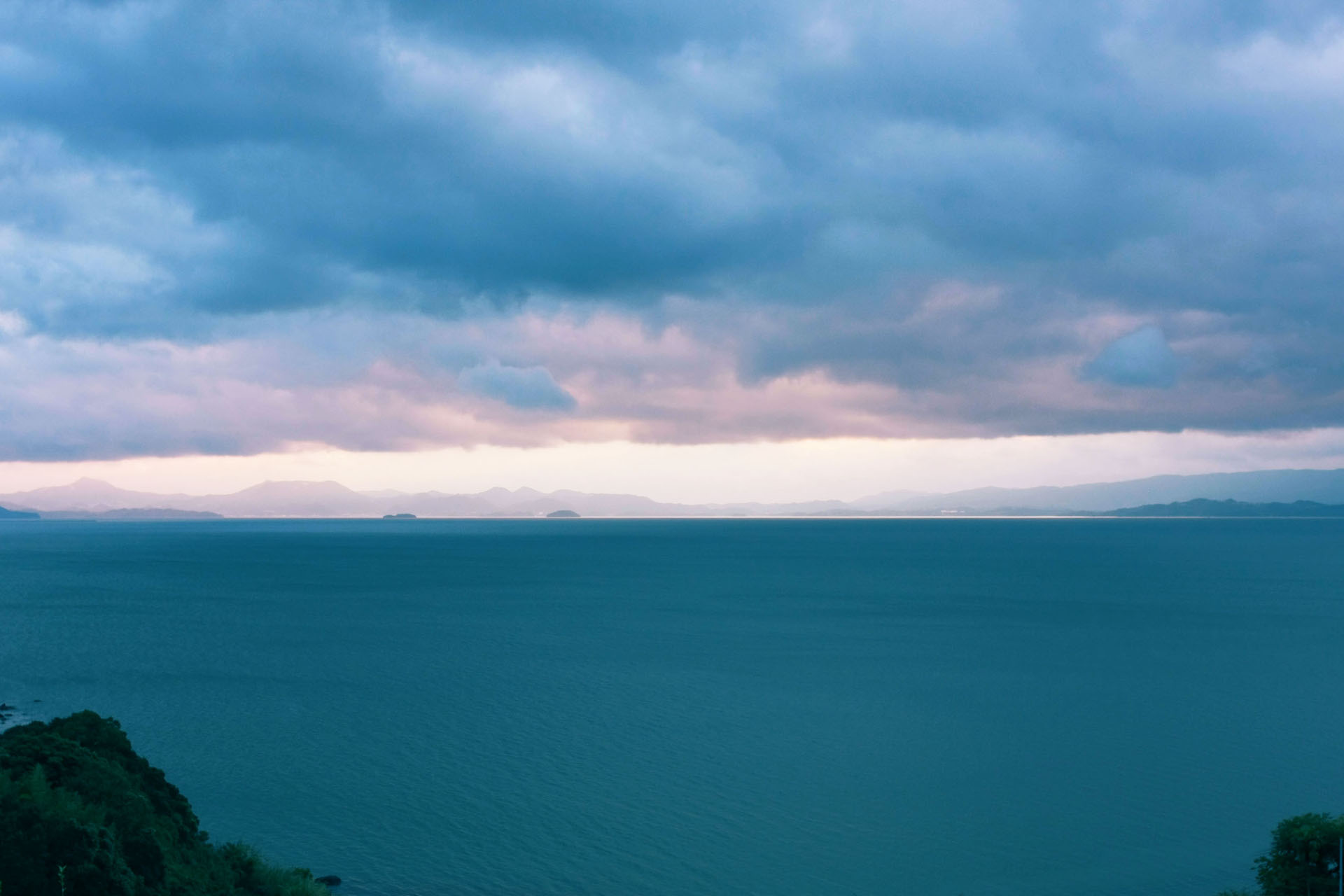
大村湾の夕景

大村湾（おおむらわん）は、長崎県の中央部に位置する海。佐世保湾を通して五島灘に繋がる。穏やかな波が海岸に打ち寄せる様から「琴の湖」（ことのうみ）の別名があり、これは江戸期の漢学者・頼山陽が呼び始めたものと伝えられる。

## 地理
南北約26 km、東西約11 km、面積約321 km2の海域で、西側を西彼杵半島、南側を琴の尾岳山麓、東側を多良岳山麓に囲まれ、さらに湾口をハウステンボスのある針尾島が塞ぐ。佐世保湾との繋がりは針尾島西岸の針尾瀬戸（伊ノ浦瀬戸）と東岸の早岐瀬戸だけで、極めて閉鎖的な海域である。
大村湾の海底はほとんどが水深20m前後の平坦面である。
針尾瀬戸の最も狭い所は対岸まで180 m、早岐瀬戸のそれは10 mほどしかない。2つの瀬戸は外海の潮汐の影響を大きく受けて速い潮流が発生し、針尾瀬戸では複雑な海底地形もあって大規模な渦潮が発生する。サクラも見頃となる3月末頃、西海橋たもとの公園は潮見と花見の観光客で賑わう。激しい自然の営みを垣間見ることができる湾口部とは打って変わって、湾奥部は湖のように穏やかで、エメラルドグリーンの海面が広がる。
湾内には針尾島以外にも島が点在するが、ほとんどは無人島である。針尾島の次に大きいのは箕島（みしま）で、ここには1975年（昭和50年）に長崎空港が開港した。世界初の海上空港で、空港と大村市は約1 kmの箕島大橋で繋がる。他には丸く盛り上がった黒島、2つの山が繋がったような二島、さだまさしが所有している詩島、戦後に戦地からの引き揚げ者が国策で入植した前島などがある。
海岸は東部の各河口域で扇状地が発達するが、他の地域はほとんどリアス式海岸で岩場が多い。主な支湾として小串湾・津水湾・長与湾（長与浦）・時津湾・村松湾・形上湾・大串湾の各湾がある。支湾の内部は波が高くないため護岸も低く、昔ながらの石垣護岸が残っている場所も多い。
南部の長与町堂崎には旧石器時代の遺跡があるが、この当時は氷河期で海水面が低下していたこともあって、大村湾は湾ではなく盆地だったと考えられている。海底の堆積物から、針尾瀬戸から海水が入ったのが約9千年前と推定されている。早岐瀬戸は狭く水深も浅いため、かなり後になって佐世保湾と繋がったと考えられている。

## 水域
繋がっている佐世保湾と比べて、干満の時間が約3時間も遅れる。佐世保湾と同じ水位になる前に佐世保湾の水位が逆の変化を始めるため、結果的に大村湾内は干満の差が小さくなってしまう。佐世保湾の最大の干満差が3 mほどあるのに対し、大村湾のそれは1 mそこそこである。
流入河川は24水系51河川で、集水面積は601 km2に達する。主な河川は小森川・川棚川・彼杵川・千綿川・郡川・鈴田川・東大川・喜々津川・長与川・西海川・大明寺川などがある。これらの河川の影響もあり、湾内の海水は外海よりも塩分濃度がやや低いが、汽水というほどでもなく、あくまで「海」の域を出ない。ただし長崎県西岸を北上する暖流の影響が小さく、冬の海水温は外海より大幅に低い10℃ほどまで下がる。淡水の影響が強い河口域では、狭い範囲ながら水面が薄く凍ることもある。
水深は、激しい潮流によって抉られる針尾瀬戸で最深54 mに達するが、平均水深は15 mにすぎない。潮の流れが緩いため、海底は細かい砂泥やヘドロが堆積し、ほとんどが砂泥底である。湾口部の水質は悪くないが、湾奥部では排水による汚染が問題となっており、1970年代から赤潮や貧酸素水塊が頻発するようになった。沿岸地域の下水道の整備は始まったばかりで、環境改善が待たれる。

## 沿岸市町
| - 西海市 - 長崎市 - 西彼杵郡時津町、長与町 | - 佐世保市 - 東彼杵郡川棚町、東彼杵町 - 大村市 - 諫早市 |

なお、東彼杵郡波佐見町は大村湾に直接面してはいないが、大村湾に注ぐ川棚川水系の上流にあたり、大村湾に関する取り組みに加入する場合がある。沿岸人口は約20万人である。

## 関連施設・観光地
| - 針尾瀬戸 - 西海橋・新西海橋・西海橋公園 - 四本堂公園 - 塩垂浜 - 田ノ浦海水浴場・琴の海海水浴場 - 崎野自然公園 - 堂崎鼻・堂崎遺跡 | - 早岐瀬戸 - 観潮橋 - ハウステンボス - 大崎くじゃく園 - 長崎空港 - 大村競艇場 - 玖島城 - 大村湾パーキングエリア |

### 航路
| - 安田産業汽船 - ハウステンボス - 長崎空港 - 時津港 - 長崎空港・大村港 - 時津港・大草港 - 大村競艇場 | - 大村湾観光汽船 - 長与港 - 長崎空港 - 長与港 - 大村競艇場 - 土井の浦 - 長崎空港（完全予約制） |

## 生物
閉鎖的な水域ゆえの特徴的な生物がみられ、長崎県、西海パールシーリゾート、その他民間研究者による研究が継続されている。
- サザエ - 殻に突起がない。ただし大村湾特有ではなく、潮流の緩い地域では各地で見られる。
- カブトガニ - 湾口部は佐世保湾から連続する生息域となっている。
- スナメリ - 他地域個体群とちがって回遊をせず、湾内に通年留まる。航空機や船、沿岸の高台からたまに目撃されるが、個体数は推定300頭ほどと少ない。
- ハセイルカとミナミハンドウイルカ - 上記のスナメリよりも、湾内での生体情報や湾への来遊状況は不明な点が多い。[4]
- ハマボウ - 各地の海岸域に自生し、東部沿岸には群落も点在する。
- アメンボ - 2018年  、 長崎西高校 生物部の女子生徒3人が湾内でアメンボの新種を発見、ナガサキアメンボと名付けた。[5]

### 漁業
漁業面では、真珠とナマコ（マナマコ）が名産品として挙げられる。大村湾の天然真珠は古来より有名で、現在は養殖真珠に取って代わっている。また大村湾のナマコは身が柔らかいとされ、沿岸各漁協による種苗放流も行われている。しかし20世紀末頃からは柔らか過ぎて価値が低い「クロナマコ」の増加が問題となっている。種苗に紛れこむ上、漁獲した漁業者が再放流してしまうことで増加に拍車が掛かっている。
湾口部ではマダイ、カサゴ、マダコなど外洋性の魚介類も漁獲されるが、湾奥部では内湾性の魚介類が多い。漁獲されるものの一部を以下に挙げる。
- 魚類 - スズキ、クロダイ、シロギス、ネズミゴチ、アイゴ、マアジ、ボラ、マゴチ、メバル、サバフグ、コノシロ、カタクチイワシ、マアナゴ、アカエイなど
- 甲殻類 - クルマエビ類、タイワンガザミ、イシガニ、シャコなど
- 頭足類 - アオリイカ、コウイカ、イイダコなど
- 二枚貝 - カキ、アコヤガイ（真珠母貝）、ハボウキガイ、ワシノハ、ケマンガイなど。少ないがアサリやタイラギも漁獲される。
- 巻貝 - サザエ、コシダカガンガラ、スガイ、オオヘビガイ、アカニシなど